# Фёдор Константинович Меньшой
Фёдор Константинович Меньшой (умер в 1-й половине XIV века) — князь Фоминский, Березуйский и Ржевский, младший сын князя Константина Юрьевича Фоминского.
Известно о нём мало. Вместе с братьями Фёдор в XIV веке управлял Фоминским и Березуйским уделами. Николай Квашнин-Самарин в своей книге «Исследование об истории княжества Ржевского и Фоминского» выдвинул гипотезу, что Фёдор Меньшой получил от великого князя Михаила Ярославича также Ржевское княжество, конфискованное в 1315 году у его двоюродного брата, ржевского князя Фёдора Юрьевича.
Фёдор Константинович Меньшой является одним из главных героев произведений Григория Демидовцева, в которых он фигурирует как основатель вымышленного государства Неворусь.

## Брак и дети
Имя жены Фёдора неизвестно. Дети:
- Василий, удельный князь Козловский, родоначальник рода князей Козловских
- Фёдор (ум. 1348), удельный князь Ржевский, родоначальник дворянского рода Ржевских
- Иван (Толобуга), родоначальник дворян Толбузиных